# Ревия, Лили Кондратьевна
Лили Кондратьевна Ревия (род. 05.07.1911 год, село Ахалсопели, Зугдидский уезд, Кутаисская губерния, ССР Грузия - ум. 30.03.2007 год) — колхозница колхоза имени Берия Ахалсопельского сельсовета Зугдидского района, Грузинская ССР. Герой Социалистического Труда (1950).

## Биография
Родилась в 1923 году в крестьянской семье в cеле Ахалсопели Зугдидского уезда. С конца 1930-х годов трудилась на чайной плантации колхоза имени Берия Зугдидского района (с 1953 года — колхоз имени Ленина), председателем которого с 1938 года был Антимоз Михайлович Рогава.
В 1949 году собрала 6150 килограмм сортового зелёного чайного листа на участке площадью 0,5 гектара. Указом Президиума Верховного Совета СССР от 19 июля 1950 года удостоена звания Героя Социалистического Труда за «получение высоких урожаев сортового зелёного чайного листа и цитрусовых плодов в 1949 году» с вручением ордена Ленина и золотой медали «Серп и Молот».
Этим же указом званием Героя Социалистического Труда были награждены восемь тружеников колхоза имени Берия чаеводы Вакоша Акакиевна Берия, Ираклий Дзикиевич Берия, Натела Бочоевна Гардава, Этери Элизбаровна Джоджуа, Минадора Партеньевна Минадора, Владимир Несторович Козуа, Ольга Александровна Купуния и Дуня Яковлевна Рогава.
За выдающиеся трудовые достижения по итогам 1950 года была награждена вторым Орденом Ленина.
После выхода на пенсию проживала в селе Ахалсопели Зугдидского района. Дата смерти не установлена.
Награды
- Герой Социалистического Труда
- Орден Ленина — дважды (1950; 01.09.1951)
- Медаль «За трудовую доблесть» (29.08.1949)